# 北海道道620号苫務小利別停車場線

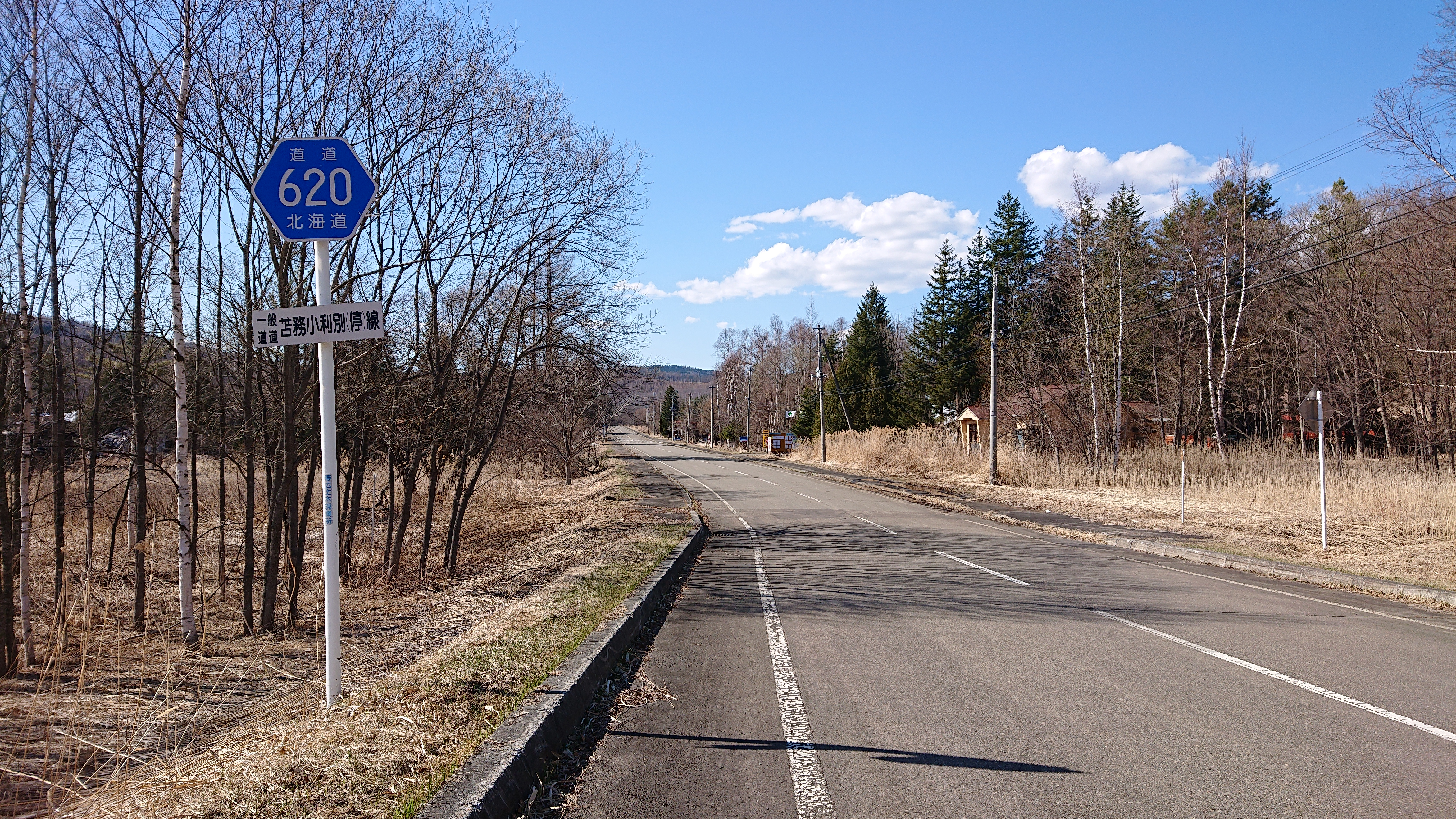
北海道道620号苫務小利別停車場線

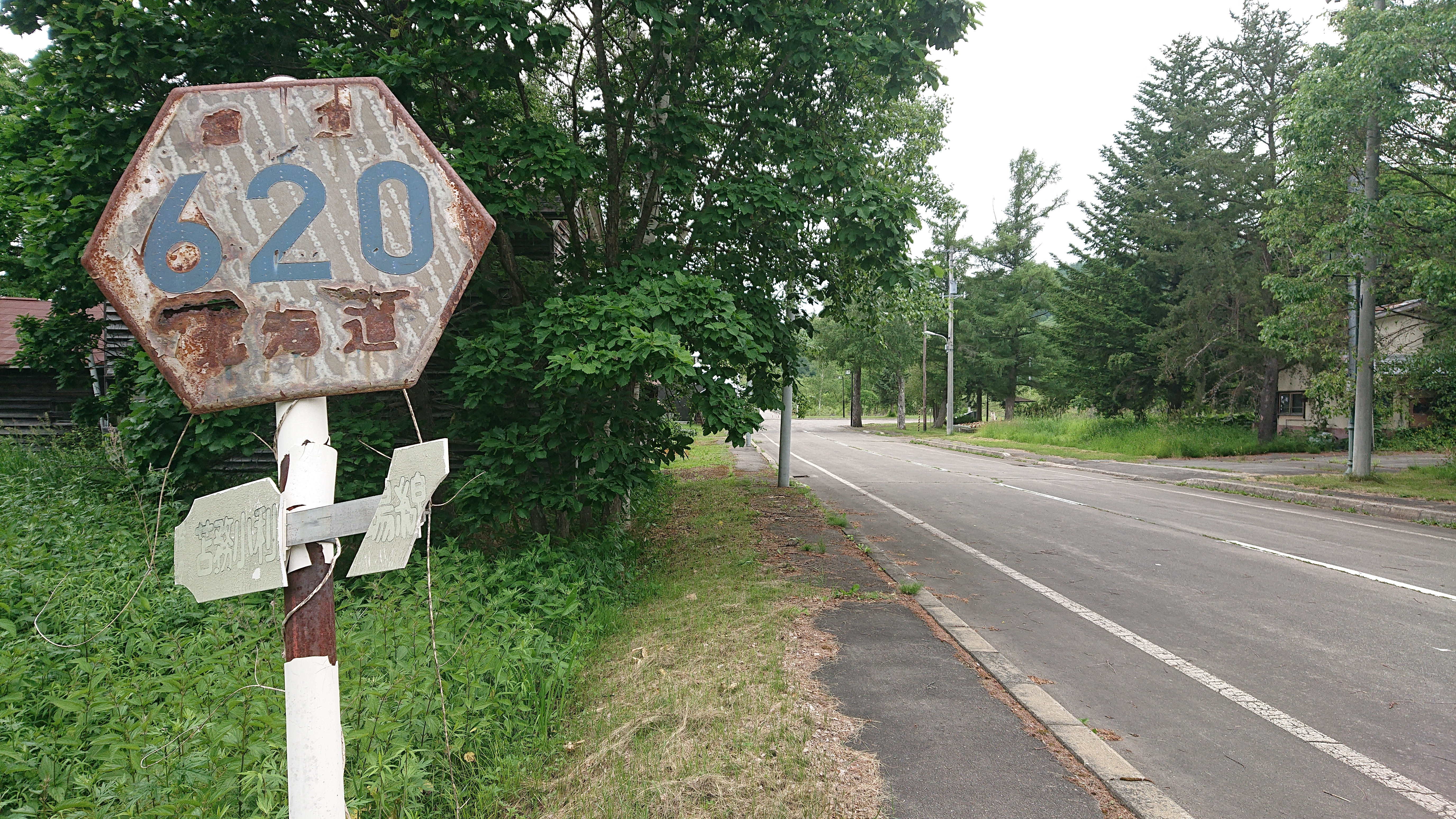
北海道道620号苫務小利別停車場線（陸別町小利別）

北海道道620号苫務小利別停車場線（ほっかいどうどう620ごう とまむしょうとしべつていしゃじょうせん）は、北海道足寄郡陸別町を結ぶ一般道道である。

## 概要
未供用区間が2箇所あり周辺迂回路も存在していない。

### 路線データ
- 起点：北海道足寄郡陸別町トマム原野（北海道道502号斗満陸別停車場線交点）
- 終点：北海道足寄郡陸別町小利別本通（旧北海道ちほく高原鉄道 小利別駅跡）
- 総距離：17.4 km
  - 未供用区間：3.2 km
    - 北海道足寄郡陸別町ポントマム - 北海道足寄郡陸別町勲祢別
    - 北海道足寄郡陸別町日宗 - 北海道足寄郡陸別町日宗

## 歴史
- 1968年（昭和43年）3月30日 - 路線認定[1]。

## 路線状況

### 重複区間
陸別町
- 小利別 - 小利別（国道242号）
- 小利別 - 小利別（北海道道143号北見白糠線）

## 地理

### 通過する自治体
- 十勝総合振興局
  - 足寄郡陸別町

### 主な接続道路
陸別町
- 北海道道502号斗満陸別停車場線 - トマム原野（起点）
- 国道242号 - 小利別（重複）
- 北海道道143号北見白糠線 - 小利別（重複）